# (1316) Kasan
(1316) Kasan est un astéroïde de la ceinture principale aréocroiseur découvert le 17 novembre 1933 par l'astronome soviétique Grigori Néouïmine.

## Historique
Le lieu de découverte, par l'astronome soviétique Grigori Néouïmine, est Simeis.

## Sources

## Compléments